# Дамберг Вольдемар Францевич
Вольдема́р Фра́нцевич Да́мберг (латис. Voldemārs Dambergs; 14 листопада 1899, місто Рига — 17 липня 1965, місто Рига) — радянський військовик часів Другої світової війни, генерал-майор (1943). Депутат Верховної ради Латвійської РСР 2-го скликання. Депутат Верховної ради СРСР 3-го скликання.

## Біографія
Народився 14 листопада 1899 року в місті Рига (Латвія) в родині робітника лісозаводу. З дев'ятирічного віку був учнем слюсаря, а потім слюсарем ризького заводу. З лютого 1916 до березня 1917 року служив рядовим російської імператорської армії, учасник Першої світової війни.
У 1917 році добровільно вступив до червоногвардійського робітничого загону колишнього заводу Леснера у місті Перм.
Член РКП(б) з 1917 року.

### Громадянська війна
У лавах РСЧА з квітня 1918 року. Учасник Громадянської війни в Росії, служив червоноармійцем 1-го Латиського кавалерійського полку та головою комітету 2-го Латиського кавалерійського полку. У лютому 1919 року призначений комісаром 2-го кавалерійського дивізіону, а у квітні 1919 року — начальником кавалерійського відділення армійської школи Радянської Латвії.
З липня 1919 був курсантом 1-х Московських кавалерійських курсів. По закінченні кавалерійських курсів у жовтні 1919 року призначений на посаду командира взводу, згодом — комісар 1-го кавалерійського полку окремої кавалерійської бригади, а з листопада 1919 року — комісар 85-го кавалерійського полку 15-ї кавалерійської дивізії. У квітні 1920 року призначений командиром ескадрону того ж полку. Воював на Північному, Східному й Південно-Західному фронтах. З травня 1920 року — слухач Вищої кавалерійської школи.

### Міжвоєнний період
По закінченні Вищої кавалерійської школи з серпня 1922 року виконував посаду начальника кавалерійського відділення Уфімсько-Башкирських командних курсів. У травні 1923 року призначений помічником командира ескадрону Оренбурзької кавалерійської школи, у жовтні 1924 року — командиром кавалерійського ескадрону 57-ї стрілецької дивізії.
З червня 1927 року — начальник штабу 48-го кавалерійського полку Оренбурзької кавалерійської дивізії.
З жовтня 1928 по травень 1932 року навчався у Військовій академії імені М. В. Фрунзе, по закінченні якої був призначений на посаду начальника 1-ї частини штабу 10-ї кавалерійської дивізії, а з січня 1934 року — начальник штабу 11-ї кавалерійської дивізії.
У липні 1938 року був заарештований, перебував під слідством, але у лютому 1939 року звільнений за відсутністю складу злочину, поновлений у званні й призначений викладачем тактики Військової академії імені М. В. Фрунзе.
З січня 1941 року — помічник командира 24-ї кавалерійської дивізії.

### Німецько-радянська війна
У липні 1941 року В. Ф. Дамберг призначений командиром 28-ї запасної стрілецької бригади.
З 16 жовтня 1942 по 11 січня 1943 року полковник Дамберг командував 15-м кавалерійським корпусом Закавказького фронту, який дислокувався в Ірані.
З 3 березня 1943 року — командир 13-го стрілецького корпусу.
31 березня 1943 року В. Ф. Дамбергу присвоєне військове звання «генерал-майор».
25 січня 1944 року призначений командиром 124-го стрілецького корпусу, що брав участь у обороні Ленінграда. У лютому того ж року був поранений.
З 20 березня по 10 червня 1944 року — командир 48-ї стрілецької Ропшинської Червонопрапорної дивізії імені М. І. Калініна на Ленінградському фронті.
У липні—жовтні 1944 року командував 308-ю Латиською стрілецькою дивізією на 2-гу Прибалтійському фронті.
2 жовтня 1944 року призначений заступником командира 130-го стрілецького Латиського ордена Суворова корпусу.

### Повоєнні роки
У повоєнні роки продовжив військову службу в ЗС СРСР. Обіймав посади командира 301-ї стрілецької дивізії (грудень 1945 — липень 1946), 43-ї гвардійської стрілецької дивізії (липень 1946 — квітень 1947), 29-ї окремої гвардійської стрілецької бригади (квітень 1947 — червень 1950), 43-ї гвардійської стрілецької дивізії (червень 1950 — червень 1952).
З червня 1952 по квітень 1959 року — військовий комісар Латвійської РСР.
У квітні 1959 року вийшов у запас. Мешкав у Ризі, де й помер 17 липня 1965 року. Похований 22 липня 1965 року на цвинтарі Райніса в Ризі.

## Нагороди
Нагороджений орденом Леніна (1945), чотирма орденами Червоного Прапора (1919, 15.08.1944, 1944, …), орденами Вітчизняної війни 1-го ступеня (06.06.1945), Червоної Зірки (31.03.1943) і медалями.